# 46.ª Cumbre del G7
La 46.ª cumbre del G7 se iba a celebrar en 2020 en los Estados Unidos. Estados Unidos organizó previamente una Cumbre del G8 en 2012 en Camp David, Maryland.
En marzo de 2014, el G7 declaró que actualmente no era posible una discusión significativa con Rusia en el contexto del G8. Desde entonces, las reuniones han continuado dentro del proceso del G7.
La cumbre fue cancelada por la pandemia de COVID-19.

## Líderes en la cumbre
Los asistentes incluirán a los líderes de los siete Estados miembros del G7, así como a representantes de la Unión Europea. El Presidente de la Comisión Europea ha sido un participante permanentemente bienvenido en todas las reuniones y toma de decisiones desde 1981.

## Aplazamientos y cancelación
Como respuesta a la pandemia de coronavirus, Trump canceló el G7 en Camp David y dijo que la reunión se realizaría por videoconferencia. Posteriormente señaló que sí se podía desarrollar en Camp David o en la Casa Blanca. A fines de mayo de 2020, la canciller alemana Angela Merkel rechazó la oferta de Trump se realizar la cumbre G7 a fines de junio. El presidente francés Emmanuel Macron señaló a Trump que todo el G7 debía estar presente en una reunión. El primer ministro del Reino Unido Boris Johnson también recomendó una reunión presencial El 30 de mayo, Trump señaló que pospondría la reunión al menos hasta septiembre de 2020.
En agosto, Trump dijo que quería retrasar la cumbre hasta después de las elecciones presidenciales de noviembre. Finalmente, la reunión no se llevó a cabo.
Para enero de 2021, el Reino Unido ocupa la presidencia rotatoria del G7.

## Participantes esperados
| Miembros del G-7 País y líder anfitriones son mostrados en negrita. |                |                      |                           |
| Miembro                                                             | Miembro        | Representado por     | Título                    |
| Bandera de Alemania                                                 | Alemania       | Angela Merkel        | Canciller                 |
| Bandera de Canadá                                                   | Canadá         | Justin Trudeau       | Primer Ministro           |
| Bandera de Estados Unidos                                           | Estados Unidos | Donald Trump         | Presidente                |
| Bandera de Francia                                                  | Francia        | Emmanuel Macron      | Presidente                |
| Bandera de Italia                                                   | Italia         | Giuseppe Conte       | Primer Ministro           |
| Bandera de Japón                                                    | Japón          | Yoshihide Suga       | Primer Ministro           |
| Bandera del Reino Unido                                             | Reino Unido    | Boris Johnson        | Primer ministro           |
| Bandera de Unión Europea                                            | Unión Europea  | Ursula von der Leyen | Presidente de la Comisión |
| Bandera de Unión Europea                                            | Unión Europea  | Charles Michel       | Presidente del Consejo    |